# Opsiphanes invirae
Espèce
Opsiphanes invirae est une espèce d'insectes lépidoptères (papillons) qui appartient à la famille des nymphalidés et au genre Opsiphanes.

## Dénomination
Opsiphanes invirae a été décrit par Jakob Hübner en 1808 sous le nom initial de Potamis superba invirae.

### Sous-espèces

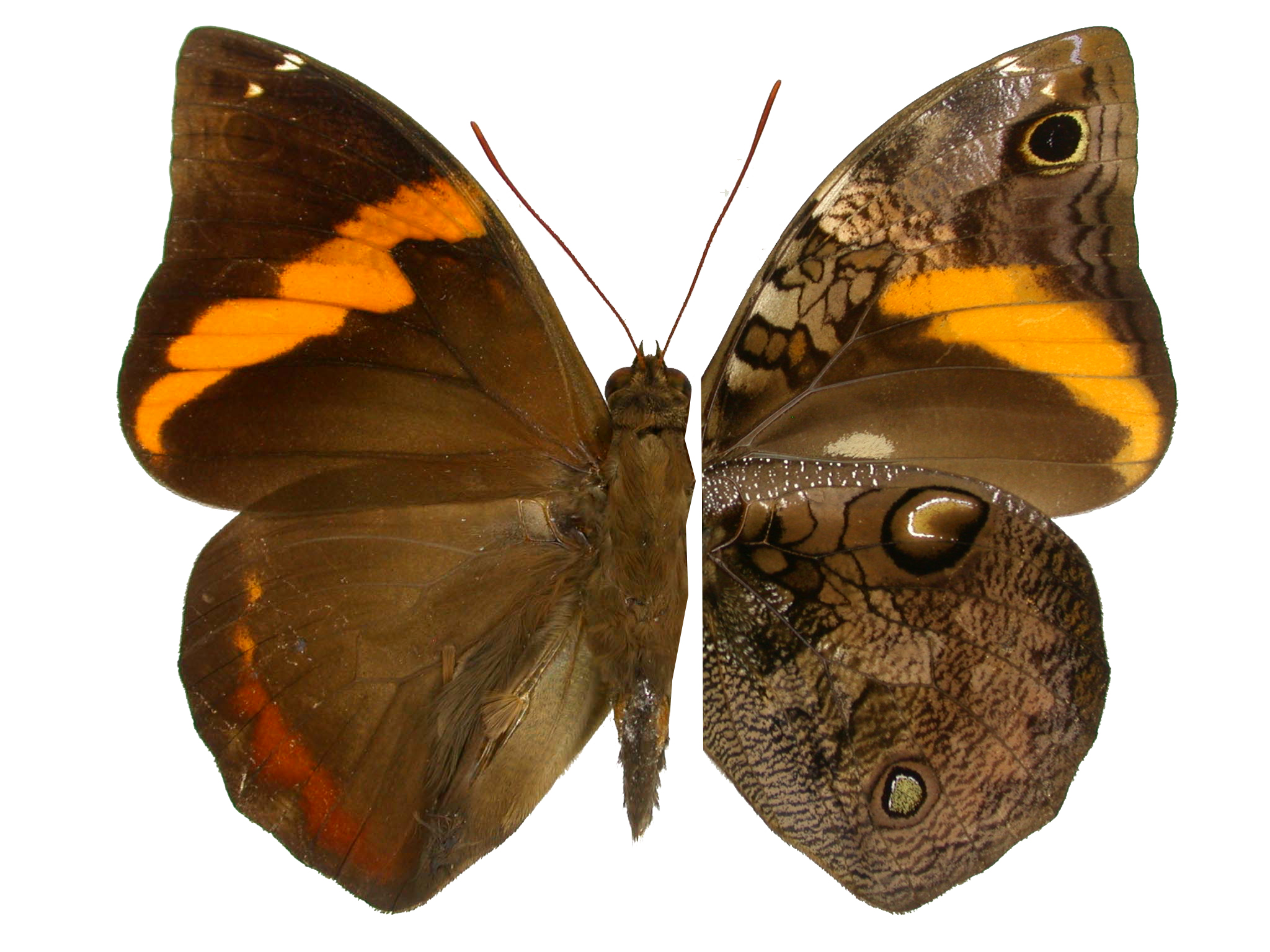
Opsiphanes invirae dessus et revers

- Opsiphanes invirae invirae ; présent au Brésil
- Opsiphanes invirae aequatorialis Stichel, 1902 ; présent en Équateur.
- Opsiphanes invirae agasthenes Fruhstorfer, 1907 ; présent au Pérou et en Bolivie
- Opsiphanes invirae amplificatus Stichel, 1904 ; présent au Paraguay.
- Opsiphanes invirae camposi Bristow, 1991 ; présent en Équateur.
- Opsiphanes invirae cuspidatus Stichel, 1904 ; présent au Honduras, au Costa Rica et à Panama.
- Opsiphanes invirae pseudophilon Fruhstorfer, 1907 ; présent au Brésil
- Opsiphanes invirae relucens Fruhstorfer, 1907 ; présent au Honduras.
- Opsiphanes invirae remoliatus Fruhstorfer, 1907 ; présent au Brésil
- Opsiphanes invirae roraimaensis Bristow, 1991 ; présent en Guyana.
- Opsiphanes invirae sieberti Bristow, 1991 ; présent en Guyane.
- Opsiphanes invirae sticheli Röber, 1906 ; présent en Colombie[1].

### Noms vernaculaires
Opsiphanes invirae se nomme Hübner's Owlet en anglais, Opsiphanes invirae cuspidatus et Opsiphanes invirae relucens se nomment Lowland Owl-Butterfly,,.

## Description

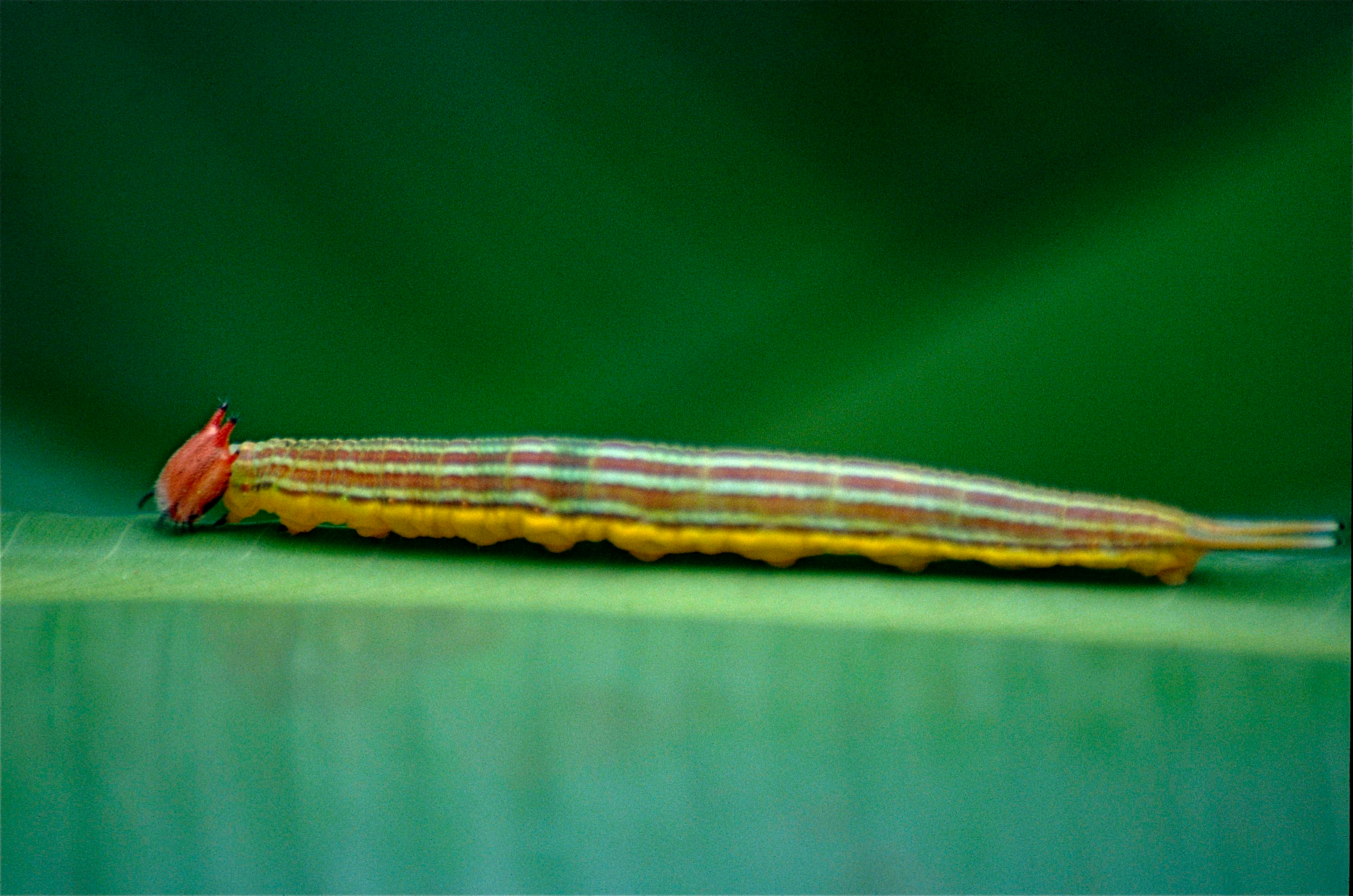
Chenille (Guyane, France).

Opsiphanes invirae est un grand papillon à bord externe des ailes antérieures concave. Le dessus des ailes est de couleur marron avec aux ailes antérieures une barre jaune de la moitié du bord costal à l'angle interne et aux ailes postérieures une bande submarginale jaune et orange.
Le revers est marron nacré marbré avec des ocelles à contours irréguliers.

## Biologie

### Plantes hôtes
Les plantes hôtes de sa chenille sont diverses : Butia eriospatha, Butia capitata, Cocos nucifera, Copernica cerifera, Livistona australis, Livistona chinensis, Livistona rotundifolia, Phoenix canariensis, Roystonea oleracea, Prestoea, Raphia,  Musa dont Musa sapientum.

## Écologie et distribution
Opsiphanes invirae est présent au Honduras, à Panama, au Costa Rica, en Colombie, en Bolivie, en Équateur, au Paraguay, au Pérou, au Brésil, en Guyana et en Guyane.

### Biotope
Opsiphanes invirae réside en forêt tropicale humide, primaire ou secondaire.

### Protection
Pas de statut de protection particulier